# Wyre Forest District
Wyre Forest ist ein District in der Grafschaft Worcestershire in England. Verwaltungssitz ist die Stadt Stourport-on-Severn. Weitere bedeutende Orte sind Bewdley und Kidderminster.
Der Bezirk wurde am 1. April 1974 gebildet und entstand aus der Fusion der Municipal Boroughs Bewdley und Kidderminster, des Urban District Stourport-on-Severn und des Rural District Kidderminster.